# ستانيزلاو باسورا
ستانيزلاو باسورا (بالإسبانية: Estanislao Basora) (مواليد 8 نوفمبر 1926) هو لاعب كرة قدم. يلعب مع منتخب إسبانيا لكرة القدم. سبق له أن لعب في كأس العالم لكرة القدم مع منتخب بلاده.

## روابط خارجية
- ستانيزلاو باسورا على موقع الاتحاد الدولي (مؤرشف)  (الإنجليزية)
- ستانيزلاو باسورا على موقع قاعدة بيانات كرة القدم.إي يو (الإنجليزية)
- ستانيزلاو باسورا على موقع ناشيونال فوتبول تيمز (الإنجليزية)
- ستانيزلاو باسورا على موقع Soccerway.com (الإنجليزية)
- ستانيزلاو باسورا على موقع عالم كرة القدم.نت (الإنجليزية)